# غالب الحديدي
غالب الحديدي، هو إعلامي أردني. ولد عام 1939 في مدينة عمّان، وتوفي فيها في 23 أيار\مايو 2023.

## التعليم والعمل
حصل على الثانوية العامة من كلية الحسين عام 1957. حصل على شهادة في الإدارة العليا من معهد الإدارة العامة، والتحق بدورة تأهيل إعلامية في جامعة سيراكيوز الأمريكية.
التحق بالعمل الإعلامي في 15 آب\أغسطس 1958، حيث عمل في إذاعة المملكة العربية السعودية والتلفزيون السعودي. التحق بالتلفزيون الأردني في 1 حزيران 1975 واستمر فيه حتى أوائل عقد التسعينيات. عمل منذ 1998 في إذاعة القوات المسلحة الأردنية. قدّم نشرات الأخبار الرئيسية إذاعياً وتلفزيونياً. واختير لتقديم العديد من المناسبات الوطنية الهامة كحفل عيد الاستقلال الثامن والستين عام 2021.

## أوسمة
- وسام الاستقلال الأردني من الدرجة الثانية، عام 2004.[4]